# Benito Gallego Montero
Benito Gallego Montero (Ribadavia, 1900 - Orense, 9 de febrero de 1937) fue un político español, alcalde del municipio de Ribadavia en 1933 y entre marzo y julio de 1936.

## Biografía
Era prestamista y se convirtió en comisionista, ganando también dinero apostando. Formó parte del Comité Republicano de Ribadavia (1930).   
Tras la proclamación de la Segunda República, Gallego fue elegido concejal en Ribadavia en 1931 y en 1933 ejerció de alcalde, siendo destituido tras la revolución en Asturias de 1934. Militante de la Izquierda Republicana, con la victoria del Frente Popular en las elecciones de febrero de 1936, volvió a ser nombrado alcalde de Ribadavia a principios de marzo.
Tras el golpe de Estado del 18 de julio se trasladó a Orense, donde fue detenido el 20 de julio en el edificio del gobierno civil. Juzgado por rebelión militar, fue condenado a muerte y ejecutado en el Campo de Aragón junto con otros vecinos del pueblo el 9 de febrero de 1937 (Celso González Rodríguez, Andrés Centrón Rodríguez y Fidel Blanco Leboso).  

## Homenajes
En 2017, se procedió a descubrir una placa en su memoria en la casa de la calle Salgado Moscoso donde vivió.